# Solly Krieger
Solly Krieger (* 28. März 1909 in New York City, New York; †  24. September 1964 in Las Vegas, Nevada) war ein US-amerikanischer Boxer und Weltmeister im Mittelgewicht der National Boxing Association.